# BBVA Argentina
BBVA Argentina est une banque argentine fondée en 1886 et faisant partie du Merval, le principal indice boursier de la bourse de Buenos Aires.